# Charles Jenkinson, III conte di Liverpool
Charles Cecil Cope Jenkinson, III conte di Liverpool (29 maggio 1784 – 3 ottobre 1851), è stato un nobile e politico inglese.

## Biografia
Era l'unico figlio maschio di Charles Jenkinson, I conte di Liverpool, e della sua seconda moglie, Catherine Bishopp, figlia di Sir Cecil Bishopp, VI Baronetto, ed era il fratellastro del primo ministro Robert Jenkinson, II conte di Liverpool. Studiò alla Charterhouse School e alla Christ Church di Oxford.
Durante la guerre napoleoniche si arruolò come volontario nella esercito austriaco nella battaglia di Austerlitz nel 1805.

## Carriera politica
È stato deputato per Sandwich (1807-1812), per Bridgnorth (1812-1818) e per East Grinstead (1818-1828). Durante il governo del duca di Portland come sottosegretario di Stato per l'Interno (1807-1809) e sotto Spencer Perceval come sottosegretario di Stato per la Guerra e le Colonie )1809-1810).
Lord Liverpool successe nella contea di Liverpool nel 1828, alla morte del fratello maggiore e ha preso il suo posto nella Camera dei lord. Nel 1841 divenne membro del consiglio privato e nominato Lord Steward durante il governo di Sir Robert Peel, incarico che ha ricoperto fino al 1846.

## Matrimonio
Sposò, il 19 luglio 1810, Julia Shuckburgh-Evelyn (?-8 aprile 1814), figlia di Sir George Shuckburgh-Evelyn, VI Baronetto ed Julia Annabella Evelyn. Ebbero tre figlie:
- Lady Catherine Julia Jenkinson (23 luglio 1811-5 dicembre 1877), sposò Francis Venables-Vernon-Harcourt, non ebbero figli;
- Lady Selina Charlotte Jenkinson (3 luglio 1812-24 settembre 1883), sposò in prime nozze William Wentworth-Fitzwilliam, visconte di Milton ed ebbero una figlia, sposò in seconde nozze George Savile Foljambe ed ebbero quattro figli;
- Lady Louisa Harriet Jenkinson (28 marzo 1814-5 febbraio 1887), sposò John Cotes, ebbero sei figli.

## Morte
Morì nel 1851 e la baronia di Hawkesbury e la contea di Liverpool si estinsero.